# Squash-Weltmeisterschaften im Doppel und Mixed 2006/Herrendoppel
Das Herrendoppel der Weltmeisterschaften im Doppel und Mixed 2006 im Squash wurde vom 9. bis 13. Januar 2006 in der australischen Metropole Melbourne ausgetragen.
Titelverteidiger waren Byron Davis und Cameron White. Während Davis nicht erneut antrat, wurde White zusammen mit Cameron Pilley Vierter. Sieger wurden Anthony Ricketts und Stewart Boswell, die gegen Dan Jenson und Joseph Kneipp mit 7:9, 4:9, 9:4, 9:7 und 9:5 gewannen.
Das Teilnehmerfeld bestand aus 16 Doppelpaarungen, die in je vier Gruppen im Round-Robin-Modus gegeneinander antraten. Die Gruppensieger und Zweitplatzierten kamen ins Viertelfinale und spielten im K.-o.-System die Plätze eins bis acht aus. Die Setzung bei den Positionen drei und vier sowie den Positionen fünf bis acht wurde in Form einer gruppierten Setzung vorgenommen. Diese Setzungen werden daher nachfolgend alphabetisch angegeben.

## Setzliste
| Nr. | Paarung                           | Erreichte Runde |
| --- | --------------------------------- | --------------- |
| 01. | Anthony Ricketts Stewart Boswell  | Sieg            |
| 02. | Dan Jenson Joseph Kneipp          | Finale          |
| 03. | Ritwik Bhattacharya Saurav Ghosal | Round Robin     |
| 04. | Cameron White Cameron Pilley      | Halbfinale      |

| Nr. | Paarung                      | Erreichte Runde |
| --- | ---------------------------- | --------------- |
| 05. | Rodney Durbach Adrian Hansen | Viertelfinale   |
| 06. | Paul Price Timothy Manning   | Viertelfinale   |
| 07. | Daniel Sharplin Kashif Shuja | Viertelfinale   |
| 08. | John White Harry Leitch      | Viertelfinale   |

### Zeichenerklärung
- Q = Qualifikant
- WC = Wildcard
- LL = Lucky Loser
- ALT = Ersatz (alternate)
- PR = Protected Ranking
- r = Aufgabe (retired)
- d = Disqualifikation
- w.o. = walkover

## Ergebnisse

### Vorrunde

#### Gruppe A
| Rang | Setzung | Doppel                           | Sp. | S | N | S.-Diff. | P.-Diff. | Pkt. |
| ---- | ------- | -------------------------------- | --- | - | - | -------- | -------- | ---- |
| 1    | 1       | Anthony Ricketts Stewart Boswell | 3   | 3 | 0 | 9:1      | 86:38    | 6    |
| 2    | 5/8     | John White Harry Leitch          | 3   | 2 | 1 | 6:3      | 66:51    | 4    |
| 3    |         | Shane Doherty Jeff Bond          | 3   | 1 | 2 | 4:6      | 67:69    | 2    |
| 4    |         | Martin Wissner Günal Günsav      | 3   | 0 | 3 | 0:9      | 21:81    | 0    |

| Spieler            | Spieler          | Ergebnis           |
| ------------------ | ---------------- | ------------------ |
| Ricketts / Boswell | Wissner / Günsav | 9:0, 9:3, 9:2      |
| White / Leitch     | Doherty / Bond   | 9:3, 9:5, 11:9     |
| Ricketts / Boswell | White / Leitch   | 9:4, 9:6 Aufgabe   |
| Doherty / Bond     | Wissner / Günsav | 9:2, 9:1, 9:6      |
| Ricketts / Boswell | Doherty / Bond   | 9:5, 9:7, 5:9, 9:2 |
| White / Leitch     | Wissner / Günsav | 9:1, 9:2, 9:4      |

#### Gruppe B
| Rang | Setzung | Doppel                                     | Sp. | S | N | S.-Diff. | P.-Diff. | Pkt. |
| ---- | ------- | ------------------------------------------ | --- | - | - | -------- | -------- | ---- |
| 1    | 2       | Dan Jenson Joseph Kneipp                   | 3   | 3 | 0 | 9:3      | 94:59    | 6    |
| 2    | 5/8     | Rodney Durbach Adrian Hansen               | 3   | 2 | 1 | 8:5      | 91:80    | 4    |
| 3    |         | Jamie Crombie Michael Puertas              | 3   | 1 | 2 | 5:8      | 86:99    | 2    |
| 4    |         | Mohd Nafiizwan Adnan Mohd Nafzahizam Adnan | 3   | 0 | 3 | 3:9      | 70:102   | 0    |

| Spieler           | Spieler           | Ergebnis                  |
| ----------------- | ----------------- | ------------------------- |
| Jenson / Kneipp   | Adnan / Adnan     | 9:2, 5:9, 9:5, 9:2        |
| Durbach / Hansen  | Crombie / Puertas | 9:7, 5:9, 9:0, 6:9, 9:2   |
| Jenson / Kneipp   | Durbach / Hansen  | 9:4, 3:9, 5:9, 9:2, 9:1   |
| Crombie / Puertas | Adnan / Adnan     | 9:7, 7:9, 10:8, 8:10, 9:0 |
| Jenson / Kneipp   | Crombie / Puertas | 9:3, 9:6, 9:7             |
| Durbach / Hansen  | Adnan / Adnan     | 9:6, 9:6, 9:6             |

#### Gruppe C
| Rang | Setzung | Doppel                            | Sp. | S | N | S.-Diff. | P.-Diff. | Pkt. |
| ---- | ------- | --------------------------------- | --- | - | - | -------- | -------- | ---- |
| 1    |         | Campbell Grayson Martin Knight    | 3   | 3 | 0 | 9:2      | 98:77    | 6    |
| 2    | 5/8     | Paul Price Timothy Manning        | 3   | 1 | 2 | 6:7      | 94:99    | 2    |
| 3    |         | Craig Rowland Bradley Freeme      | 3   | 1 | 2 | 5:7      | 97:98    | 2    |
| 4    | 3/4     | Ritwik Bhattacharya Saurav Ghosal | 3   | 1 | 2 | 4:8      | 82:97    | 2    |

| Spieler               | Spieler               | Ergebnis                   |
| --------------------- | --------------------- | -------------------------- |
| Bhattacharya / Ghosal | Rowland / Freeme      | 2:9, 13:11, 9:3, 8:10, 9:5 |
| Grayson / Knight      | Price / Manning       | 9:6, 6:9, 9:6, 6:9, 9:7    |
| Price / Manning       | Bhattacharya / Ghosal | 9:4, 9:6, 5:9, 9:6         |
| Grayson / Knight      | Rowland / Freeme      | 9:5, 11:9, 12:10           |
| Grayson / Knight      | Bhattacharya / Ghosal | 9:3, 9:6, 9:7              |
| Rowland / Freeme      | Price / Manning       | 9:6, 8:10, 9:7, 9:2        |

#### Gruppe D
| Rang | Setzung | Doppel                           | Sp. | S | N | S.-Diff. | P.-Diff. | Pkt. |
| ---- | ------- | -------------------------------- | --- | - | - | -------- | -------- | ---- |
| 1    | 3/4     | Cameron White Cameron Pilley     | 3   | 3 | 0 | 9:0      | 84:36    | 6    |
| 2    | 5/8     | Daniel Sharplin Kashif Shuja     | 3   | 2 | 1 | 6:3      | 72:49    | 4    |
| 3    |         | Craig van der Wath Clinton Leeuw | 3   | 1 | 2 | 3:7      | 61:83    | 2    |
| 4    |         | Neil Nesbit Mike Burns           | 3   | 0 | 3 | 1:9      | 40:89    | 0    |

| Spieler              | Spieler              | Ergebnis             |
| -------------------- | -------------------- | -------------------- |
| White / Pilley       | Nesbit / Burns       | 9:1, 9:4, 9:2        |
| Sharplin / Shuja     | van der Wath / Leeuw | 9:2, 9:6, 9:7        |
| van der Wath / Leeuw | Nesbit / Burns       | 9:5, 9:5, 5:9, 12:10 |
| White / Pilley       | van der Wath / Leeuw | 9:2, 9:6, 9:3        |
| Sharplin / Shuja     | Nesbit / Burns       | 9:3, 9:1, 9:0        |
| White / Pilley       | Sharplin / Shuja     | 10:8, 11:9, 9:1      |

### Finalrunde
| Viertelfinale | Viertelfinale                    | Viertelfinale | Viertelfinale | Viertelfinale | Viertelfinale | Viertelfinale |  |  | Halbfinale | Halbfinale                       | Halbfinale | Halbfinale | Halbfinale | Halbfinale | Halbfinale |   |                                  | Finale                   | Finale | Finale | Finale | Finale | Finale | Finale |
|               |                                  |               |               |               |               |               |  |  |            |                                  |            |            |            |            |            |   |                                  |                          |        |        |        |        |        |        |
| 1             | Anthony Ricketts Stewart Boswell | 9             | 9             | 9             |               |               |  |  |            |                                  |            |            |            |            |            |   |                                  |                          |        |        |        |        |        |        |
| 5/8           | Paul Price Timothy Manning       | 3             | 5             | 5             |               |               |  |  | 1          | Anthony Ricketts Stewart Boswell | 9          | 9          | 9          |            |            |   |                                  |                          |        |        |        |        |        |        |
| 5/8           | Rodney Durbach Adrian Hansen     | 5             | 6             | 9             | 15            | 6             |  |  |            | Campbell Grayson Martin Knight   | 4          | 7          | 7          |            |            |   |                                  |                          |        |        |        |        |        |        |
|               | Campbell Grayson Martin Knight   | 9             | 9             | 6             | 13            | 9             |  |  |            |                                  |            |            |            |            |            | 1 | Anthony Ricketts Stewart Boswell | 7                        | 4      | 9      | 9      | 9      |        |        |
| 3/4           | Cameron White Cameron Pilley     | 9             | 7             | 9             | 9             |               |  |  |            |                                  |            |            |            |            |            |   | 2                                | Dan Jenson Joseph Kneipp | 9      | 9      | 4      | 7      | 5      |        |
| 5/8           | John White Harry Leitch          | 3             | 9             | 1             | 2             |               |  |  | 3/4        | Cameron White Cameron Pilley     | 9          | 7          | 9          | 9          | 4          |   |                                  |                          |        |        |        |        |        |        |
| 5/8           | Daniel Sharplin Kashif Shuja     | 7             | 3             | 9             | 5             |               |  |  | 2          | Dan Jenson Joseph Kneipp         | 7          | 9          | 5          | 11         | 9          |   |                                  |                          |        |        |        |        |        |        |
| 2             | Dan Jenson Joseph Kneipp         | 9             | 9             | 6             | 9             |               |  |  |            |                                  |            |            |            |            |            |   |                                  |                          |        |        |        |        |        |        |

|  | Spiel um Platz 3 |                                |   |   |   |    |   |
|  |                  |                                |   |   |   |    |   |
|  |                  | Campbell Grayson Martin Knight | 9 | 9 | 1 | 8  | 9 |
|  | 3/4              | Cameron White Cameron Pilley   | 1 | 5 | 9 | 10 | 7 |